# Naudedrillia angulata
Naudedrillia angulata é uma espécie de gastrópode do gênero Naudedrillia, pertencente a família Pseudomelatomidae.